# Викторија Дејвис
Викторија Дејвис је измишљен лик из америчке телевизијске серије „Три Хил“ кога игра америчка глумица Дафни Зунига. Викторија је мајка од Брук и сада власник компаније „Одећа пре мушкараца“, коју јој је кћерка предала у власништво.